# Рубльова Катерина Борисівна
Катери́на Бори́сівна Рубльо́ва (* 1985) — російська фігуристка і тренерка.

## З життєпису
Народилась 1985 року в місті Одеса. Згодом із батьками переїхали до Росії.
З напарником Іваном Шефером є бронзовою призеркою Кубка Росії-2009, бронзовою призеркою Кубка Бофроста-2004 та чотириразовою призеркою чемпіонату Росії (2008, 2009 срібло; 2007, 2010 бронза).
Учасниця Зимової Універсіади-2005 і 2009 років.
Від 2009 року — тренер.